# Podborowo (Szamotuły)
Pour les articles homonymes, voir Podborowo.
Podborowo (prononciation : [pɔdbɔˈrɔvɔ]) est une localité polonaise de la gmina de Pniewy dans le powiat de Szamotuły de la voïvodie de Grande-Pologne dans le centre-ouest de la Pologne.

## Histoire
De 1975 à 1998, la localité faisait partie du territoire de la voïvodie de Poznań.

Depuis 1999, Podborowo est situé dans la voïvodie de Grande-Pologne.